# United Defense

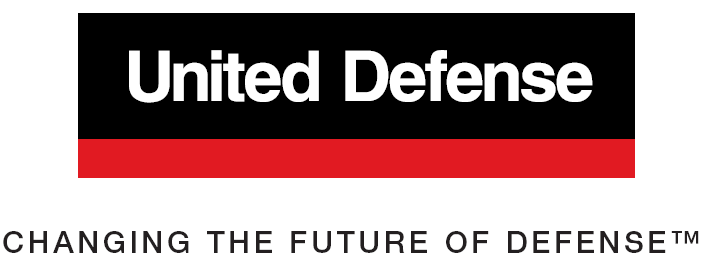
Logo

United Defense Industries mit Firmensitz in Arlington, Virginia, gehörte bis 2005 zu den größten Rüstungskonzernen der Welt, heute ist es Teil der BAE Systems Land and Armaments.

## Geschichte
Einst war United Defense Teil der 1883 gegründeten Bean Spray Pump Company. Als Food Machinery Corporation (FMC) bekam die ehemalige Bean Spray Pump Company einen Großauftrag der US-Armee für den Bau von Landfahrzeugen (Panzer etc.) für den Zweiten Weltkrieg. Danach gliederte FMC mehrere Sparten aus, unter anderem die Rüstungssparte, die im Laufe der Zeit in United Defense Industries (UDI) umbenannt wurde. UDI wurde um 1960 zu 100 % aus FMC herausgekauft und als eigenständiges Unternehmen geführt, dass sich zu einem der größten Rüstungskonzerne der Welt entwickelte und zu seiner Blütezeit mehr als 35.000 Mitarbeiter beschäftigte. 2000 übernahm UDI von Saab die Sparte für Schwere Waffen der im Vorjahr durch Saab übernommenen Bofors. Außerdem gehören zum Portfolio von UDI:
- Barnes & Reinecke, eine Spezialfirma für die Technik von Kriegsfahrzeugen
- FNSS, ein Joint Venture mit einer türkischen Rüstungsfirma zur Herstellung von Panzern für die Friedensmission auf dem Balkan, sowie
- eine Firma für Reparaturen an Marineschiffen.

United Defense ist bekannt für seine Panzer und Artillerie-Systeme, produziert aber auch Marinegeschütze, Raketenabschussrampen und Präzisionsmunition. Der wohl wichtigste Kunde war das Verteidigungsministerium der Vereinigten Staaten. Dies machte es 2005 für den britischen Rüstungskonzern BAE Systems zum Anreiz, United Defense für 3,97 Milliarden Dollar in bar zu übernehmen.
Der Großteil des Konzerns lag von 1960 bis zur Übernahme durch BAE in Privathand.